# Lembach im Mühlkreis
Lembach im Mühlkreis – gmina targowa w Austrii, w kraju związkowym Górna Austria, w powiecie Rohrbach. Według Austriackiego Urzędu Statystycznego liczyła 1532 mieszkańców (1 stycznia 2015).